# Arab Szamiłow
Arab Szamojewicz Szamiłow, kurd. Erebê Şemo (ur. 28 października 1897 w Obwodzie karskim, zm. 21 maja 1978 w Erywaniu) – radziecki pisarz pochodzenia kurdyjskiego, należący do mniejszości jezydzkiej.

## Życiorys

### Początki kariery
W dzieciństwie, w okresach letnich, pracował jako pasterz. W okresach zimowych uczęszczał do szkoły, w której nauczył się języka tureckiego, ormiańskiego, a także rosyjskiego. Podczas I wojny światowej służył w Armii Imperium Rosyjskiego jako tłumacz. W tym samym czasie prowadził również działalność w komunistycznej komórce konspiracyjnej. Po rewolucji październikowej, jak również przez parę następnych lat, był jedynym jezydem w Komunistycznej Partii Związku Radzieckiego.

### Działalność partyjna i literacka
W późniejszych latach został członkiem Armeńskiej Partii Komunistycznej, która w 1924 zleciła mu za zadanie poprowadzić proces sowietyzacji jezydzkiej mniejszości w Armenii. W latach 1930–1937 pracował w Erywaniu jako jeden z redaktorów kurdyjskiej gazety „Riya Teze”.
Był jedną z osób odpowiedzialnych za opracowanie w 1927 łacińskiego alfabetu dla języka kurdyjskiego. W 1931 rozpoczął pracę na Leningradzkim Instytucie Orientalistyki jako specjalista w dziedzinie kurdyjskiej literatury. Tam poznał również innego kurdyjskiego pisarza oraz językoznawcę Qanatê Kurdo.
Jego pierwszą, jak i również najbardziej znaną, książką była oparta na wątkach autobiograficznych powieść Şivanê Kurmanca ("kurdyjski pasterz"), wydana w 1935 w Erywaniu. W 1937 został przesiedlony przez stalinowskie władze. Pozwolono mu wrócić do Armenii dopiero w 1956, po śmierci Stalina.
Do innych jego dzieł należą, między innymi, powieść Jiyana Bextewer (wyd. 1959) i powieść historyczna Dimdim (wyd. 1966), która została oparta na kurdyjskiej legendzie ludowej o Kela Dimdimê.

## Twórczość

### Powieści
- Şivanê Kurmanca (1935)
- Barbang (1958)
- Jiyana Bextewar (1959)
- Dimdim (1966)
- Hopo (1969)

### Dramaty
- Koçekê Derewîn (1930)[5][6]

### Biografie
- Emrê Lenîn (1930)[7]